# Định lý Menelaus

Định lý Menelaus

Định lý Menelaus là một định lý nâng cao trong hình học tam giác, được phát biểu như sau: Cho tam giác ABC. Các điểm D, E, F lần lượt nằm trên các đường thẳng BC, CA, AB. Khi đó D, E, F thẳng hàng khi và chỉ khi
{\displaystyle {\frac {\overline {FA}}{\overline {FB}}}\cdot {\frac {\overline {DB}}{\overline {DC}}}\cdot {\frac {\overline {EC}}{\overline {EA}}}=1}

## Chứng minh
*Phần thuận: Giả sử D, E, F là 3 điểm thẳng hàng với nhau. Vẽ đường thẳng qua C và song song với AB cắt đường thẳng DE tại G.
Vì {\displaystyle CG\parallel AB} (c.dựng) nên theo định lý Ta-lét, ta có:
{\displaystyle {\frac {DB}{DC}}={\frac {FB}{CG}}} {\displaystyle (1)}và {\displaystyle {\frac {EC}{EA}}={\frac {CG}{FA}}} {\displaystyle (2)}
Nhân {\displaystyle (1)} và {\displaystyle (2)} và vế theo vế
{\displaystyle {\frac {DB}{DC}}\cdot {\frac {EC}{EA}}={\frac {FB}{FA}}}
Từ đó suy ra
{\displaystyle {\frac {FA}{FB}}\cdot {\frac {DB}{DC}}\cdot {\frac {EC}{EA}}=1}
*Phần đảo: Giả sử {\displaystyle {\frac {FA}{FB}}\cdot {\frac {DB}{DC}}\cdot {\frac {EC}{EA}}=1}. Khi đó gọi F' là giao của đường thẳng ED với đường thẳng AB.
Theo chứng minh ở trên, ta có {\displaystyle {\frac {F'A}{F'B}}\cdot {\frac {DB}{DC}}\cdot {\frac {EC}{EA}}=1}
Kết hợp giả thiết               => {\displaystyle {\frac {FA}{FB}}={\frac {F'A}{F'B}}}
Hay {\displaystyle {\frac {FA}{F'A}}={\frac {FB}{F'B}}={\frac {FA+FB}{F'A+F'B}}={\frac {AB}{AB}}=1}
Nên {\displaystyle F'A=FA} và {\displaystyle F'B=FB}
=> {\displaystyle F'} trùng với {\displaystyle F}.
Vậy định lý đã được chứng minh.